# 보고 싶은 얼굴 그리운 목소리
보고 싶은 얼굴 그리운 목소리는 KBS 한민족방송(AM 972, 6015, 1170㎑)에서 방송되는 국내외 동포 대상 라디오 프로그램이다. 진행자는 이소연이며, 생방송은 매일 아침 7시부터 아침 7시 58분까지, 재방송은 매일 저녁 7시부터 저녁 7시 58분까지이다.

## 역사
1972년 4월 3일 《사할린 동포에게》라는 제목으로 방송을 시작해, 1988년 2월 1일부터 "보고 싶은 얼굴 그리운 목소리"라는 현재의 제목으로 변경해 오늘에 이르고 있다.